# Jan Kalousek
Jan Kalousek (* 11. prosince 1961, Praha) je český zpěvák, skladatel, kytarista a politik. S Ivanem Hlasem založil v roce 1980 hudební skupinu Navi Papaya.

## Život
Jan Kalousek se narodil 11. prosince 1961 v Praze. Základní školu navštěvoval na Hanspaulce v Praze 6. V Praze vystudoval Střední průmyslovou školu stavební a poté začal studovat na fakultě architektury v Dejvicích. Počátkem 80. let, během studia, založil s Ivanem Hlasem skupinu Navi Papaya. Roku 1983 studium přerušil a emigroval do Kanady.

### Emigrace
V emigraci vystudoval vysokou hudební na univerzitě McGill v Montrealu a spolupracoval na několika hudebních projektech. Začal jako kytarista v Montrealské kapele Hugh Ball and What It Is, která měla stálé angažmá v nočním klubu Night Magic ve Starém Montrealu. S basistou Louisem Terzem a bubeníkem Tonym Fratipietrem založil trio Kick poets. Byl členem sboru Montrealského symfonického orchestru v symfonii Gurelieder od Arnolda Schoenberga pod vedením šéfdirigenta Carlese Dutroita. V roce 1989 odjel s kapelou Kick poets do Západního Berlína.
Po pádu zdi mezi východním a západním Berlínem, a poté co začal proces rozpadu Sovětského svazu, se Jan vydal zpět do Prahy, zatímco zbytek kapely jel hledat nové možnosti do Anglie, kam se skupina měla přemístit. Spoluhráči však byli kvůli chybějícím potřebným dokladům při návratu do Berlína vyhoštěni a skončili zpět v Montrealu. Jan se rozhodl zůstat v Praze, čímž se Kick poets rozpadli.

### Návrat do vlasti
Po Sametové revoluci chodil hrát studentům do jimi hlídaných univerzit a zanedlouho začal spolupracovat se skupinou ZOO (dalšími členy byli Jan Kolář, Jiří Hausser Matoušek nebo Jiří Chlumecký). Se ZOO natočil jedinou desku Čas sluhů (1991) se stejnojmenným hitem. Píseň částečně vychází z titulní melodie stejnojmenného filmu Ireny Pavláskové, v hlavních rolích s Ivanou Chýlkovou a Karlem Rodenem. V roce 1993 Kalousek skupinu opustil a vydal své první sólové album Řeka v plamenech. Během sólové kariéry vydal hit Chodím ulicí, který se stal předmětem soudního sporu o náhradu škody ohledně autorství mezi Kalouskem a skupinou Support Lesbiens. Píseň Hvězdy se mění ze stejnojmenného zlatého alba, kterou napsal Janův bratr Šimon a Martin Švejda, se stala nejhranější českou písničkou roku 2000. Kvůli nedostatku financí na straně vydavatele, neexistuje k této písni videoklip.
Spolu s Ivanem Hlasem spolupracovali na soundtracku úspěšného filmu Jana Hřebejka Šakalí léta z roku 1993, napsaného podle povídek Petra Šabacha. Ve filmu nazpíval postavu Bejbyho ztvárněnou Martinem Dejdarem, píseň Jednou mi fotr povídá byla později vydána jako singl. Později spolupracoval s Filipem Renčem na retro filmu Rebelové (2001), do kterého složil podkresovou hudbu a nahrál se svým týmem převzaté písničky do celého filmu. Ve čtyřiceti letech se Jan Kalousek rozhodl doplnit si vzdělání a vystudovat vysokou školu v oboru Mezinárodní vztahy.

### Politická kariéra
V roce 2010 kandidoval jako nezávislý kandidát na kandidátce ODS a byl zvolen na pozici zastupitele Hlavního města Prahy.